# Roswitha Badry
Roswitha Badry (* 17. Januar 1959 in Thuine) ist eine deutsche Islamwissenschaftlerin.

## Leben
Das Studium (1977–1982) der Orientalischen Philologie (Arabisch, Persisch, Türkisch, Urdu neben klassischen und modernen Themen der Islamwissenschaft), der Politologie und Mittelalterlichen und Neueren Geschichte an der Universität Köln schloss sie 1982	als Magistra Artium ab. Nach der Promotion 1985 war sie von 1986 bis 1992 wissenschaftliche Assistentin am Orientalischen Seminar der Universität Tübingen; mehrere Veranstaltungen im Verbund mit dem Politologischen Seminar und dem Seminar für Vergleichende Religionswissenschaft; mehrere Veranstaltungen im Auftrag der Landeszentrale für politische Bildung und von Volkshochschulen. Seit 1992 ist sie Akademische Rätin/Oberrätin für Islamwissenschaft an der Albert-Ludwigs-Universität Freiburg. Nach der Habilitation 1995 an der Kulturwissenschaftlichen Fakultät in Tübingen (Lehrbefugnis für Islamkunde) und der Umhabilitation 1997 wurde sie 2002 außerplanmäßige Professorin.
Ihre Forschungsschwerpunkte sind das Fortleben des klassischen bzw. prä-modernen Islam in der Moderne (18.–20. Jh.), u. a. im Bereich der gesellschaftlichen Ordnungsvorstellungen, der Toleranz- bzw. Gewaltfrage (Apostasieproblem, „Häresie“ u. a.), der Rechtsterminologie und frauen- (gender-) spezifischer Themen, der schiitische Islam (vor allem mit Blick auf die Herrschaftstheorie und auf Gelehrtenbiographien) und Autobiographien, Memoiren und Biographien von Frauen.

## Schriften (Auswahl)
- Die Entwicklung der dritten Universaltheorie (DUT) Muʿammar al-Qaḏḏāfīs in Theorie und Praxis. Aus ideengeschichtlicher und historischer Sicht. Frankfurt am Main 1986, ISBN 3-8204-9658-0.
- Die zeitgenössische Diskussion um den islamischen Beratungsgedanken (šūrā) unter dem besonderen Aspekt ideengeschichtlicher Kontinuitäten und Diskontinuitäten. Stuttgart 1998, ISBN 3-515-07048-6.
- Ausweg aus der „demographischen Falle“ oder „Verschwörung gegen den Islam“? Zur zeitgenössischen innerislamischen Diskussion über Geburtenkontrolle und Familienplanung. Hamburg 1999, ISBN 3-89173-050-0.
- als Herausgeberin mit Maria Rohrer und Karin Steiner: Liebe, Sexualität, Ehe und Partnerschaft – Paradigmen im Wandel. Beiträge zur orientalistischen Gender-Forschung. Freiburg im Breisgau 2009, ISBN 3-939348-16-3.